# WorldView-3
WorldView-3 (eerder GeoEye-2) is een satelliet van DigitalGlobe met als doel gedurende 7,25 jaar foto's te maken van de aarde. De satelliet werd op 13 augustus 2014 gelanceerd. De WorldView-3 werd gebouwd door Ball Aerospace en ITT Industries. De contracten met die bedrijven werden getekend op 30 augustus 2010 en op 1 augustus 2014 kondigde DigitalGlobe aan de satelliet te lanceren.
De hoogte van WorldView-3 bedraagt 5,7 meter en de breedte 2,5 meter, maar als de zonnepanelen van de satelliet worden meegeteld bedraagt de breedte 7,1 meter. WorldView-3 hangt gemiddeld rond de 617 kilometer boven de aarde en legt een afstand af van 200 kilometer in twaalf seconden. De data van de satelliet kan met een snelheid van 1200 mb/sec. naar de aarde worden gedownload en de satelliet heeft een vermogen van 3,2 kW.

## Lancering
WorldView-3 werd op 13 augustus 2014 gelanceerd vanuit Californië door Lockheed Martin en United Launch Alliance. Zes dagen later was de satelliet op zijn plaats en werd de deur van de belangrijkste telescoop geopend. Op 21 augustus was de satelliet volledig operationeel.

## Beeldmateriaal
De satelliet beschikt over verschillende apparaten om foto's te maken, namelijk een panchromatische band, acht multispectraalbanden, acht kortgolvige infraroodsensoren en 12 CAVIS-banden. Eén pixel van een panchromatische foto van de satelliet komt overeen met een vierkant van 31 centimeter bij 31 centimeter. De maximale scherpte van een multispectrale foto komt overeen met pixels van 1,24×1,24 meter, van de infraroodsensor met 3,7×3,7 meter en van de CAVIS met 30×30 meter. WorldView-3 kan per dag ongeveer 680.000 km² per dag in kaart brengen.
De U.S. National Oceanic and Atmospheric Administration werd op de hoogte van de satelliet gesteld en heeft in juni 2014 toegezegd dat de satelliet vanaf 21 februari 2015 met de scherpte waarbij één pixel 30×30 centimeter in de werkelijkheid is mag schieten. Tot die tijd zal WorldView-3 met pixels van 40×40 centimeter schieten bij panchromatische foto's en met pixels van 1,6×1,6 meter bij multispectrale foto's. De beelden met de infraroodsensor zullen worden geschoten met pixels van 7,5×7,5 meter, omdat wettelijk niet scherper is toegestaan. De NOAA gaat daar een zes maanden durende studie naar doen.